# Great Gaddesden
Great Gaddesden – wieś w Anglii, w hrabstwie Hertfordshire, w dystrykcie Dacorum. Leży 30 km na zachód od miasta Hertford i 41 km na północny zachód od centrum Londynu.